# Szeghalom
Szeghalom is een plaats (város) en gemeente in het Hongaarse comitaat Békés. Szeghalom telt 10 151 inwoners (2001).